# مقاطعة بينغتونغ
مقاطعة بينغتونغ : هي بلدة، تقع في مقاطعة تايوان، بلغ عدد سكانها 890,753 نسمة وذلك حسب إحصائيات سنة 2007، عاصمتها بينغتونغ، تبلغ مساحتها 2,776 كيلومتر مربع.

## الموقع
تشترك في الحدود مع:
- كاوهسيونغ
- مقاطعة تايتونغ.

## المناخ
يظهر الجدول التالي التغييرات المناخية على مدار السنة لمقاطعة بينغتونغ:
| البيانات المناخية لـمقاطعة بينغتونغ                                        | البيانات المناخية لـمقاطعة بينغتونغ | البيانات المناخية لـمقاطعة بينغتونغ | البيانات المناخية لـمقاطعة بينغتونغ | البيانات المناخية لـمقاطعة بينغتونغ | البيانات المناخية لـمقاطعة بينغتونغ | البيانات المناخية لـمقاطعة بينغتونغ | البيانات المناخية لـمقاطعة بينغتونغ | البيانات المناخية لـمقاطعة بينغتونغ | البيانات المناخية لـمقاطعة بينغتونغ | البيانات المناخية لـمقاطعة بينغتونغ | البيانات المناخية لـمقاطعة بينغتونغ | البيانات المناخية لـمقاطعة بينغتونغ | البيانات المناخية لـمقاطعة بينغتونغ |
| الشهر                                                                      | يناير                               | فبراير                              | مارس                                | أبريل                               | مايو                                | يونيو                               | يوليو                               | أغسطس                               | سبتمبر                              | أكتوبر                              | نوفمبر                              | ديسمبر                              | المعدل السنوي                       |
| -------------------------------------------------------------------------- | ----------------------------------- | ----------------------------------- | ----------------------------------- | ----------------------------------- | ----------------------------------- | ----------------------------------- | ----------------------------------- | ----------------------------------- | ----------------------------------- | ----------------------------------- | ----------------------------------- | ----------------------------------- | ----------------------------------- |
| الدرجة القصوى °م (°ف)                                                      | 32.2 (90.0)                         | 32.4 (90.3)                         | 34.2 (93.6)                         | 35.8 (96.4)                         | 37.1 (98.8)                         | 36.4 (97.5)                         | 35.6 (96.1)                         | 35.3 (95.5)                         | 36.0 (96.8)                         | 34.1 (93.4)                         | 33.8 (92.8)                         | 32.5 (90.5)                         | 37.1 (98.8)                         |
| متوسط درجة الحرارة الكبرى °م (°ف)                                          | 25.1 (77.2)                         | 26.6 (79.9)                         | 28.3 (82.9)                         | 29.6 (85.3)                         | 31.0 (87.8)                         | 31.5 (88.7)                         | 32.0 (89.6)                         | 31.7 (89.1)                         | 31.2 (88.2)                         | 29.8 (85.6)                         | 27.7 (81.9)                         | 26.2 (79.2)                         | 29.2 (84.6)                         |
| المتوسط اليومي °م (°ف)                                                     | 21.2 (70.2)                         | 21.7 (71.1)                         | 23.3 (73.9)                         | 25.4 (77.7)                         | 27.1 (80.8)                         | 28.1 (82.6)                         | 28.5 (83.3)                         | 28.2 (82.8)                         | 27.6 (81.7)                         | 26.4 (79.5)                         | 24.5 (76.1)                         | 22.0 (71.6)                         | 25.3 (77.6)                         |
| متوسط درجة الحرارة الصغرى °م (°ف)                                          | 18.3 (64.9)                         | 19.0 (66.2)                         | 20.3 (68.5)                         | 22.5 (72.5)                         | 24.2 (75.6)                         | 25.5 (77.9)                         | 25.7 (78.3)                         | 25.4 (77.7)                         | 24.9 (76.8)                         | 24.0 (75.2)                         | 22.2 (72.0)                         | 19.6 (67.3)                         | 22.6 (72.7)                         |
| أدنى درجة حرارة °م (°ف)                                                    | 8.4 (47.1)                          | 9.8 (49.6)                          | 10.4 (50.7)                         | 14.7 (58.5)                         | 17.1 (62.8)                         | 18.6 (65.5)                         | 19.4 (66.9)                         | 19.5 (67.1)                         | 18.7 (65.7)                         | 16.0 (60.8)                         | 12.7 (54.9)                         | 9.5 (49.1)                          | 8.4 (47.1)                          |
| معدل هطول الأمطار مم (إنش)                                                 | 25.7 (1.01)                         | 27.7 (1.09)                         | 19.9 (0.78)                         | 43.5 (1.71)                         | 163.9 (6.45)                        | 371.3 (14.62)                       | 396.3 (15.60)                       | 475.2 (18.71)                       | 288.3 (11.35)                       | 141.8 (5.58)                        | 43.2 (1.70)                         | 20.6 (0.81)                         | 2٬017٫4 (79.43)                     |
| متوسط الأيام الممطرة (≥ 0.1 mm)                                            | 8.0                                 | 6.8                                 | 4.8                                 | 6.3                                 | 11.1                                | 16.9                                | 16.4                                | 18.9                                | 15.9                                | 10.8                                | 7.1                                 | 6.1                                 | 129.1                               |
| متوسط الرطوبة النسبية (%)                                                  | 72.6                                | 73.7                                | 74.4                                | 75.4                                | 78.5                                | 83.6                                | 83.3                                | 84.0                                | 79.7                                | 74.0                                | 73.1                                | 72.4                                | 76.7                                |
| ساعات سطوع الشمس الشهرية                                                   | 168.0                               | 165.1                               | 199.7                               | 192.6                               | 193.9                               | 183.6                               | 221.0                               | 195.5                               | 177.2                               | 198.1                               | 177.7                               | 161.4                               | 2٬233٫8                             |
| المصدر: Central Weather Bureau (Normals 1994-2013) (Extremes 1897-Present) |                                     |                                     |                                     |                                     |                                     |                                     |                                     |                                     |                                     |                                     |                                     |                                     |                                     |

## أعلام
- لي هسوه لين
- إيلا تشن
- لاي تشو-إن
- وين شيونغ لي